# Eugenia Siemaszkiewicz
Eugenia Siemaszkiewicz (ur. 1 sierpnia 1932 w Zwierzyńcu nad Wieprzem, zm. 19 października 2014 we Wrocławiu) – polska pisarka oraz tłumaczka poezji rosyjskiej i radzieckiej. Była absolwentką filologii rosyjskiej na Uniwersytecie Warszawskim, studiowała także na Uniwersytecie Wrocławskim.

## Twórczość
- Białe niebo (powieść, 1967)
- Tryb warunkowy (powieść, 1971)
- Protokolanci (powieść, 1975)
- Plotka epoki (szkice, 1988)

## Tłumaczenia (wybór)
- Vladimir Nabokov, Dar (Państwowy Instytut Wydawniczy, Warszawa 1995) ISBN 83-06-02425-7
- Vladimir Nabokov, Feralna trzynastka (Atext 1995, razem z Leszkiem Engelkingiem) ISBN 83-85156-48-8
- Vladimir Nabokov, Obrona Łużyna (Warszawskie Wydawnictwo Literackie MUZA SA, Warszawa 2005) ISBN 83-7319-583-1